# Simpsons World The Ultimate Episode Guide: Seasons 1–20
Simpsons World The Ultimate Episode Guide: Seasons 1–20 es la cuarta secuela a la guía de Los Simpson The Simpsons: A Complete Guide to Our Favorite Family. El libro cubre las temporadas de la 1 a la 20 cubriendo desde el episodio "Simpsons Roasting on an Open Fire" hasta el episodio "Coming to Homerica". El libro fue lanzado el 26 de octubre del 2010, en los Estados Unidos. Tiene la misma estructura básica que sus predecesores sin embargo todas las guías de episodio son incluidas en páginas dobles, dando ahora cada episodio de las temporadas desde la 1 a la 10 en páginas dobles.

## Lista de libros
| Temporadas | Título del libro                                                                                      |
| ---------- | --- |
| 1 a 8      | The Simpsons: A Complete Guide to Our Favorite Family                                                 |
| 9 y 10     | The Simpsons Forever!                                                                                 |
| 11 y 12    | The Simpsons Beyond Forever!: A Complete Guide to Our Favorite Family ...Still Continued              |
| 13 y 14    | The Simpsons One Step Beyond Forever!: A Complete Guide to Our Favorite Family ...Continued Yet Again |
| 1 a 20     | Simpsons World The Ultimate Episode Guide: Seasons 1–20                                               |